# Haltérophilie aux Jeux olympiques d'été de 2004
Navigation
Sydney 2000 Pékin 2008
Aux Jeux olympiques de 2004, les 15 épreuves d'haltérophilie (8 masculines et 7 féminines) se déroulent au Gymnase olympique d’Haltérophilie de Nikaia.

## Règlement
Les concurrents ont trois tentatives à l'arraché et trois tentatives à l'épaulé-jeté. Pour établir le classement final, on additionne le meilleur résultat obtenu dans chaque épreuve, en cas d'égalité, le concurrent le plus léger est classé devant.

## Tableau des médailles pour l'haltérophilie
| Rang  | Nation        | Or | Argent | Bronze | Total |
| ----- | ------------- | -- | ------ | ------ | ----- |
| 1     | Chine         | 5  | 3      | 0      | 8     |
| 2     | Turquie       | 3  | 0      | 1      | 4     |
| 3     | Thaïlande     | 2  | 0      | 2      | 4     |
| 4     | Russie        | 1  | 2      | 4      | 7     |
| 5     | Ukraine       | 1  | 1      | 0      | 2     |
| 6     | Bulgarie      | 1  | 0      | 1      | 2     |
| 7     | Géorgie       | 1  | 0      | 0      | 1     |
| 7     | Iran          | 1  | 0      | 0      | 1     |
| 9     | Biélorussie   | 0  | 2      | 1      | 3     |
| 10    | Corée du Sud  | 0  | 2      | 0      | 2     |
| 11    | Hongrie       | 0  | 1      | 0      | 1     |
| 11    | Indonésie     | 0  | 1      | 0      | 1     |
| 11    | Kazakhstan    | 0  | 1      | 0      | 1     |
| 11    | Lettonie      | 0  | 1      | 0      | 1     |
| 11    | Corée du Nord | 0  | 1      | 0      | 1     |
| 16    | Colombie      | 0  | 0      | 1      | 1     |
| 16    | Croatie       | 0  | 0      | 1      | 1     |
| 16    | Grèce         | 0  | 0      | 1      | 1     |
| 16    | Pologne       | 0  | 0      | 1      | 1     |
| 16    | Turquie       | 0  | 0      | 1      | 1     |
| 16    | Venezuela     | 0  | 0      | 1      | 1     |
| Total | Total         | 15 | 15     | 15     | 45    |

## Femmes

### Moins de 48 kg
Samedi 14 août
| Médaille           | Nom               | Pays      | Poids total |
| ------------------ | ----------------- | --------- | ----------- |
| Médaille d'or      | Nurcan Taylan     | Turquie   | 210,0 (RM)  |
| Médaille d'argent  | Li Zhuo           | Chine     | 205,0       |
| Médaille de bronze | Aree Wiratthaworn | Thaïlande | 200,0       |

- Classement

1. Nurcan Taylan (TUR) 97,5 (RM) + 112,5 = 210,0 (RM)
2. Zhuo Li (CHN) 92,5 + 112,5 = 205,0
3. Aree Wiratthaworn (THA) 85,0 + 115,0 (RO) = 200,0
4. Namecrakpam Kunjarani (IND) 82,5 + 107,5 = 190,0
5. Izabela Dragneva (BUL) 82,5 + 105,0 = 187,5
6. Han Chen Tung (TPE) 80,0 + 102,5 = 182,5
7. Blessed Udoh (NIG) 75,0 + 105,0 = 180,0
8. Un Sim Choe (KPR) 82,5 + 95,0 = 177,5
9. Hiromi	Mikaye (JPN) 77,5 + 97,5 = 175,0
10. Tara Cunningham (USA) 77,5 + 95,0 = 172,5
11. Wei Ling Chen (TPE) 75,0 + 95,0 = 170,0
12. Gema Peris (ESP) 77,5 + 90,0 = 167,5
13. Enga Mohamed (EGY) 75,0 + 90,0 = 165,0

Rosmainar ROSMAINAR (INA) 80,0 (ne termine pas le concours)
Aye Khine Nan (BIR) Disqualifiée pour dopage
Nurcan Taylan bat le record du monde à l'arraché et au total, Aree Wiratthaworn bat le record olympique à l'épaulé-jeté.

### Moins de 53 kg
Dimanche 15 août
| Médaille           | Nom                 | Pays      | Poids total |
| ------------------ | ------------------- | --------- | ----------- |
| Médaille d'or      | Udomporn Polsak     | Thaïlande | 222,5       |
| Médaille d'argent  | Raema Lisa Rumbewas | Indonésie | 210,0       |
| Médaille de bronze | Mabel Mosquera      | Colombie  | 197,5       |

- Classement (arraché + épaulé-jeté = total)

1. Udomporn Polsak (THA) 97,5 + 125,0 = 222,5
2. Raema Lisa Rumbewas (INA) 95,0 + 115,0 = 210,0
3. Mabel Mosquera (COL) 87,5 + 110,0 = 197,5
4. Marioara Munteanu (ROM) 85,0 + 105,0 = 190,0
5. Nastassia Novikava (BLR) 87,5 + 102,5 = 190,0
6. Dika Toua (PNG) (GUI) 75,0 + 102,5 = 177,5
7. Virginie Lachaume (FRA) 75,0 + 100,0 = 175,0

Sanamacha Chanu (IND) Disqualifiée pour dopage

### Moins de 58 kg
Lundi 16 août
| Médaille           | Nom            | Pays          | Poids total |
| ------------------ | -------------- | ------------- | ----------- |
| Médaille d'or      | Chen Yanqing   | Chine         | 237,5 (RO)  |
| Médaille d'argent  | Ri Song-hui    | Corée du Nord | 232,5       |
| Médaille de bronze | Wandee Kameaim | Thaïlande     | 230,0       |

- Classement (arraché + épaulé-jeté = total)

1. Chen Yanqing (CHN) 107,5 (RO) + 130,0 = 237,5 (RO)
2. Ri Song-hui (PRK) 102,5 + 130,0 = 232,5
3. Wandee Kameaim (THA) 102,5 + 127,5 = 230,0
4. Aylin Dasdelen (TUR) 100,0 + 125,0 = 225,0
5. Aleksandra Klejnowska (POL) 97,5 + 122,5 = 220,0
6. Hyon Suk Pak (PRK) 95,0 + 122,5 = 217,5
7. Alexandra Escobar (ECU) Ecuador 95,0 + 120,0 = 215,0
8. Patmawati Patmawati (INA) 95,0 + 117,5 = 212,5
9. Michaela Breeze (GBR) 92,5 + 120,0 = 212,5
10. Franca Gbodo (NIG) 95,0 + 117,5 = 212,5
11. Maryse Turcotte (CAN) 90,0 + 120,0 = 210,0
12. Zlatina Atanasova (BUL) 90,0 + 115,0 = 205,0
13. Charikleia Kastritsi (GRE) 90,0 + 110,0 = 200,0
14. Bayarmaa Namkhaidorj (MGL) 87,5 + 107,5 = 195,0

Yanqing Chen bat le record olympique à l'arraché et au total.

### Moins de 63 kg
Mercredi 18 août
| Médaille           | Nom                | Pays        | Poids total |
| ------------------ | ------------------ | ----------- | ----------- |
| Médaille d'or      | Nataliya Skakun    | Ukraine     | 242,5       |
| Médaille d'argent  | Hanna Batsiushka   | Biélorussie | 242,5       |
| Médaille de bronze | Tatsiana Stukalava | Biélorussie | 222,5       |

- Classement (arraché + épaulé-jeté = total)

1. Nataliya Skakun (UKR) 107,5 + 135,0 (RM) = 242,5
2. Hanna Batsiushka (BLR) 115,0 (RO) + 127,5 = 242,5
3. Tatsiana Stukalava (BLR) 100,0 + 122,5 = 222,5
4. Hayet Sassi (TUN) 95,0 + 120,0 = 215,0
5. Soo Kyung Kim (KOR) 92,5 + 122,5 = 215,0
6. Thi Thiet Nguyen (VIE) 95,0 + 110,0 = 205,0
7. Leila Francoise Lassouani (ALG) 85,0 + 115,0 = 200,0

Anastasia Tsakiri (GRE) 97,5 + 117,5 - ne termine pas
Karnam Malleswari (IND) - ne termine pas
Nataliya Skakun, qui bat le record du monde à l'épaulé-jeté, remporte le titre olympique car elle ne pèse que 61,590 kg contre 62,870 kg pour Hanna Batsiushka.

### Moins de 69 kg
Jeudi 19 août
| Médaille           | Nom             | Pays    | Poids total |
| ------------------ | --------------- | ------- | ----------- |
| Médaille d'or      | Liu Chunhong    | Chine   | 275,0 (RM)  |
| Médaille d'argent  | Eszter Krutzler | Hongrie | 262,5       |
| Médaille de bronze | Zarema Kasaeva  | Russie  | 262,5       |

- Classement (arraché + épaulé-jeté = total)

1. Liu Chunhong (CHN) 122,5 (RM) + 152,5 (RM) = 275,0 (RM)
2. Eszter Krutzler (HUN) 117,5 + 145,0 = 262,5
3. Zarema Kasaeva (RUS) 117,5 + 145,0 = 262,5
4. Slaveyka Ruzhinska (BUL) 115,0 + 135,0 = 250,0
5. Vanda Maslovska (UKR) 110,0 + 135,0 = 245,0
6. Milena Trendafilova (BUL) 105,0 + 132,5 = 237,5
7. Madeleine Yamechi (CMR) 105,0 + 130,0 = 235,0
8. Ubaldina Valoyes (COL) 105,0 + 127,5 = 232,5
9. Irene Ajambo (UGA) 60,0 + 90,0 = 150,0

Sibel Simsek (TUR) DNF
Mi Suk Kang (KOR) 100,0 DNF
Chunhong Liu, encore junior, bat les trois records du monde. Eszter Krutzler prend la médaille d'argent car elle pèse 260g de moins que Zarema Kasaeva.

### Moins de 75 kg
Vendredi 20 août
| Médaille           | Nom                 | Pays      | Poids total |
| ------------------ | ------------------- | --------- | ----------- |
| Médaille d'or      | Pawina Thongsuk     | Thaïlande | 272,5 (RM)  |
| Médaille d'argent  | Natalia Zabolotnaya | Russie    | 272,5 (RM)  |
| Médaille de bronze | Valentina Popova    | Russie    | 265,0       |

- Classement (arraché + épaulé-jeté = total)

1. Pawina Thongsuk (THA) 122,5 + 150,0 (RO) = 272,5 (RM)
2. Natalia Zabolotnaia (RUS) 125,0 (RM) + 147,5 = 272,5 (RM)
3. Valentina Popova (RUS) 120,0 + 145,0 = 265,0
4. Gyongyi Likerecz (HUN) 115,0 + 142,5 = 257,5
5. Christina Ioannidi (GRE) 112,5 + 142,5 = 255,0
6. Tatyana Khromova (KAZ) 117,5 + 135,0 = 252,5
7. Hee Soon Kim (KOR) 112,5 + 137,5 = 250,0
8. Tulia Medina (COL) 112,5 + 132,5 = 245,0
9. Nora Koppel (ARG) 100,0 + 137,5 = 237,5
10. Wanda Rijo (DOM) 110,0 + 127,5 = 237,5
11. Eva Dimas (SAL) 105,0 + 125,0 = 230,0
12. Damaris Gabriela Aguirre (MEX) 100,0 + 122,5 = 222,5
13. Deborah Lovely (AUS) 92,5 + 115,0 = 207,5
14. Marie Jesika Dalou (MRI) 57,5 + 72,5 = 130,0

Nahla Mohamed (EGY) 120,0 DNF
Shih Chun Huang (TPE) DNF
Malgré ces 69,290 kg, près de cinq kilogrammes de moins que Natalia Zabolotnaia, Pawina Thongsuk remporte le concours. Elles codétiennent désormais le record du monde, Natalia Zabolotnaia bat du même coup le record du monde junior.

### Plus de 75 kg
Samedi 21 août
| Médaille           | Nom           | Pays         | Poids total |
| ------------------ | ------------- | ------------ | ----------- |
| Médaille d'or      | Gonghong Tang | Chine        | 305,0       |
| Médaille d'argent  | Jang Mi-ran   | Corée du Sud | 302,5       |
| Médaille de bronze | Agata Wróbel  | Pologne      | 290,0       |

- Classement (arraché + épaulé-jeté = total)

1. Gonghong Tang (CHN) 122,5 + 182,5 = 305,0
2. Mi Ran Jang (KOR) 130,0 + 172,5 = 302,5
3. Agata Wrobel (POL) 130,0 + 160,0 = 290,0
4. Viktoria Varga (HUN) 127,5 + 155,0 = 282,5
5. Victorij Shaimardanova (UKR) 130,0 + 150,0 = 280,0
6. Cheryl Haworth (USA) 125,0 + 155,0 = 280,0
7. Olha Korobka (UKR) 125,0 + 155,0 = 280,0
8. Vasiliki Kasapi (GRE) 125,0 + 152,5 = 277,5
9. Carmenza Delgado (COL) 120,0 + 150,0 = 270,0
10. Manuela Rejas (PER) 95,0 + 125,0 = 220,0
11. Reanna Maricha Solomon (NRU) 95,0 + 125,0 = 220,0
12. Ivy Shaw (FIJ) 85,0 + 100,0 = 185,0

## Hommes

### Moins de 56 kg
Dimanche 15 août
| Médaille           | Nom         | Pays    | Poids total |
| ------------------ | ----------- | ------- | ----------- |
| Médaille d'or      | Halil Mutlu | Turquie | 295         |
| Médaille d'argent  | Meijin Wu   | Chine   | 287,5       |
| Médaille de bronze | Sedat Artuc | Turquie | 280         |

- Classement (arraché + épaulé-jeté = total)

1. Halil Mutlu (TUR) 135 + 160 = 295
2. Meijin Wu (CHN) 130 + 157,5 = 287,5
3. Sedat Artuc (TUR) 125 + 155 = 280
4. Vitali Dzerbianiou (BLR) 127,5 + 152,5 = 280
5. Oscar Albeiro Figueroa (COL) 125 + 155 = 280
6. Adrian Ioan Jigau (ROU) 120 + 155 = 275
7. Laszlo Tancsics (HUN) 122,5 + 150 = 272,5
8. Jadi Setiadi (INA) 117,5 + 145 = 262,5
9. Nelson Castro (COL) 117,5 + 145 = 262,5
10. Mohammed Ali (IRQ) 120 + 135 = 255
11. Ahmed Saad (EGY) 102,5 + 130 = 232,5

Masaharu Yamada (JPN) DNF
Nafaa Benami (ALG) 105 DNF
Mohd Faizal Baharom (MAS) 110 DNF
Chin Yi Yang (TPE) DNF
Shin Yuan Wang (TPE) DNF
Eric Bonnel (FRA) DNF

### Moins de 62 kg
Lundi 16 août
| Médaille           | Nom               | Pays      | Poids total |
| ------------------ | ----------------- | --------- | ----------- |
| Médaille d'or      | Shi Zhiyong       | Chine     | 325         |
| Médaille d'argent  | Maosheng Le       | Chine     | 312,5       |
| Médaille de bronze | Israel Jose Rubio | Venezuela | 295         |

- Classement (arraché + épaulé-jeté = total)

1. Zhiyong Shi (CHN) 152,5 (RO) + 172,5 = 325
2. Maosheng Le (CHN) 140 + 172,5 = 312,5
3. Israël Jose Rubio (VEN) 132,5 + 162,5 = 295
4. Armen Ghazaryan (ARM) 135 + 160 = 295
5. Gustar Junianto (INA) 132,5 + 160 = 292,5
6. Samson Matam (FRA) 127,5 + 160 = 287,5
7. Umurbek Bazarbayev (TKM) 130 + 157,5 = 287,5
8. Sunarto Sunarto (INA) 125 + 160 = 285
9. Sheng Hsiung Yang (TPE) 120 + 160 = 280
10. Manuel Minginfel (FSM) 120 + 152,5 = 272,5
11. Toshio Imamura (JPN) 120 + 150 = 270
12. Asif Malikov (AZE) 115 + 150 = 265
13. Gert Trasha (ALB) 115 + 140 = 255
14. Ioan Florin Veliciu (ROU) 110 + 135 = 245

Kamran Panjavi (GBR) DNF
Sevdalin Angelov (BUL) DNF
Yong Su Im (PKR) 140 DNF
Diego Fernando Salazar (COL) DNF
Leonidas Sampanis (GRE) DSQ
Zhiyong Shi bat le record olympique de l'arraché. Israel Jose Rubio, plus léger qu'Armen Ghazaryan prend la médaille de bronze.

### Moins de 69 kg
Mercredi 18 août
| Médaille           | Nom              | Pays         | Poids total |
| ------------------ | ---------------- | ------------ | ----------- |
| Médaille d'or      | Guozheng Zhang   | Chine        | 347,5       |
| Médaille d'argent  | Bae Young Lee    | Corée du Sud | 342,5       |
| Médaille de bronze | Nikolay Pechalov | Croatie      | 337,5       |

- Classement (arraché + épaulé-jeté = total)

1. Guozheng Zhang (CHN) 160 + 187,5 = 347,5
2. Bae Young Lee (KOR) 152,5 + 190 = 342,5
3. Nikolay Pechalov (CRO) 150 + 187,5 = 337,5
4. Turan Mirzayev (AZE) 147,5 + 185 = 332,5
5. Vencelas Dabaya Tientcheu (CMR) 145 + 182,5 = 327,5
6. Siarhei Laurenau (BLR) 147,5 + 170 = 317,5
7. Romuald Ernault (FRA) 142,5 + 165 = 307,5
8. Yukio Peter (NRU) 135 + 167,5 = 302,5
9. Stanel Stoica (ROU) 142,5 + 160 = 302,5
10. Cheng Wei Kuo (TPE) 132,5 + 165 = 297,5
11. Julio Idrovo (ECU) 140 + 155 = 295
12. Abdul Mohsen Al Bagir (KSA) 127,5 + 160 = 287,5

Jafar Al Bagir (KSA) DNF
Miroslav Janicek (SLK) 125 DNF
Seyed Mahdi Panzvan (IRI) 147,5 DNF
Suriya Dattuyawat (THA) 137,5 DNF
Youssef Sbai (TUN) DNF

### Moins de 77 kg
Jeudi 19 août
| Médaille           | Nom                | Pays       | Poids total |
| ------------------ | ------------------ | ---------- | ----------- |
| Médaille d'or      | Taner Sagir        | Turquie    | 372,5 (RO)  |
| Médaille d'argent  | Sergey Filimonov   | Kazakhstan | 365         |
| Médaille de bronze | Reyhan Arabacıoğlu | Turquie    | 360         |

- Classement (arraché + épaulé-jeté = total)

1. Taner Sagir (TUR) 172,5 (RO) + 202,5 = 375 (RO)
2. Sergey Filimonov (KAZ) 172,5 + 200 = 372,5
3. Oleg Perepetchenov (RUS) 170 + 195 = 365[1],[2].
4. Reyhan Arabacioglu (TUR) 165 + 195 = 360
5. Viktor Mitrou (GRE) 160 + 200 = 360
6. Mohammad Hossein Barkhah (IRI) 160 + 197,5 = 357,5
7. Attila Feri (HUN) 155 + 200 = 355
8. Ivan Stoitsov (BUL) 155 + 200 = 355
9. Nader Sufyan Abbas (QAT) 160 + 195 = 355
10. Kwang Hoon Kim (KOR) 155 + 195 = 350
11. Sebastian Ioan Dogariu (ROU) 155 + 190 = 345
12. Octavio Mejias (VEN) 155 + 187,5 = 342,5
13. Theoharis Trasha (ALB) 160 + 182,5 = 342,5
14. Ingo Steinhoefel (GER) 150 + 185 = 335
15. Rudolf Lukac (SLK) 147,5 + 187,5 = 335
16. Mohamed Eshtiwi (LBA) 155 + 180 = 335
17. Mohamed El Tantawy (EGY) 145 + 182,5 = 327,5
18. Carlos Hernan Andica (COL) 142,5 + 180 = 322,5
19. Chad Vaughn (USA) 145 + 175 = 320
20. Rene Hoch (GER) 142,5 + 170 = 312,5
21. Uati Maposua (SAM) 125 + 155 = 280

Gevorg Aleksanyan (ARM) 162,5 DNF
Krzysztof Szramiak (POL) 160 DNF
Xugang Zhan (CHN) DNF
Vasile Claudiu Heghedus (ROU) DNF
Le junior Taner Sagir bat les records olympiques de l'arraché et du total, ainsi que les trois records du monde juniors.

### Moins de 85 kg
Samedi 21 août
| Médaille           | Nom             | Pays        | Poids total |
| ------------------ | --------------- | ----------- | ----------- |
| Médaille d'or      | George Asanidze | Géorgie     | 382,5       |
| Médaille d'argent  | Andrei Rybakou  | Biélorussie | 380         |
| Médaille de bronze | Pýrros Dímas    | Grèce       | 377,5       |

- Classement (arraché + épaulé-jeté = total)

1. George Asanidze (GEO) 177,5 + 205 = 382,5
2. Andrei Rybakou (BLR) 180 + 200 = 380
3. Pýrros Dímas (GRE) 175 + 202,5 = 377,5
4. Georgios Markoulas (GRE) 167,5 + 205 = 372,5
5. Aijun Yuan (CHN) 167,5 + 205 = 372,5
6. Aliaksandr Anishchanka (BLR) 170 + 200 = 370
7. Tigran Martirosyan (ARM) 167,5 + 200 = 367,5
8. Jong Shik Song (KOR) 160 + 200 = 360
9. Hector Fabio Ballesteros (COL) 157,5 + 197,5 = 355
10. Oscar Chaplin III (USA) 160 + 190 = 350
11. Ulanbek Moldodosov (KGZ) 150 + 192,5 = 342,5
12. Richard Scheer (SEY) 140 + 165 = 305
13. Meameaa Thomas (KIR) 130 + 162,5 = 292,5
14. Julian McWatt (GUY) 125 + 147,5 = 272,5

Valeriu Calancea (ROU) 160 DNF
David Matam (FRA) 167,5 DNF
Zaur Takhushev (RUS) DNF
Sergo Chakhoyan (AUS) 175 DNF
Hamza Abughalia (LBA) 147,5 DNF
Izzet Ince (TUR) DNF
Chaehoi Fatihou (COM) DNF

### Moins de 94 kg
Lundi 23 août
| Médaille           | Nom                 | Pays     | Poids total |
| ------------------ | ------------------- | -------- | ----------- |
| Médaille d'or      | Milen Dobrev        | Bulgarie | 407,5       |
| Médaille d'argent  | Khadjimourad Akkaev | Russie   | 405         |
| Médaille de bronze | Eduard Tjukin       | Russie   | 397,5       |

- Classement (arraché + épaulé-jeté = total)

1. Milen Dobrev (BUL) 187,5 + 220 = 407,5
2. Khadjimourad Akkaev (RUS) 185 + 220 = 405
3. Eduard Tjukin (RUS) 182,5 + 215 = 397,5
4. Shahin Nasirinia (IRI) 172,5 + 220 = 392,5
5. Julio Luna (VEN) 170 + 220 = 390
6. Hakan Yilmaz (TUR) 175 + 215 = 390
7. Bakhyt Akhmetov (KAZ) 180 + 210 = 390
8. Anatoliy Mushyk (UKR) 175 + 212,5 = 387,5
9. Santiago Martinez (ESP) 175 + 207,5 = 382,5
10. Evgheni Bratan (MDA) 175 + 205 = 380
11. Nikolaos Kourtidis (GRE) 167,5 + 210 = 377,5
12. Yoandry Hernandez Coba (CUB) 167,5 + 207,5 = 375
13. Tadeusz Drzazga (POL) 170 + 200 = 370
14. Arsen Kasabiev (GEO) 155 + 207,5 = 362,5
15. Alibay Samadov (AZE) 165 + 195 = 360
16. Asghar Ebrahimi (IRI) 165 + 190 = 355
17. Dario Lecman (ARG) 155 + 185 = 340
18. Furkat Saidov (UZB) 145 + 175 = 320
19. Isnardo Faro (ARU) 140 + 167,5 = 307,5

Nizami Pashayev (AZE) DNF
Nikolay Kolev (BUL) 177,5 DNF
Akakios Kakiasvilis (GRE) 180 DNF
Najim Al Radwan (KSA) DNF
Vadim Vacarciuc (MDA) DNF
Ramzi Al Mahrous (KSA) 150 DNF

### Moins de 105 kg
Mardi 24 août
| Médaille           | Nom              | Pays    | Poids total |
| ------------------ | ---------------- | ------- | ----------- |
| Médaille d'or      | Dmitry Berestov  | Russie  | 425         |
| Médaille d'argent  | Igor Razoronov   | Ukraine | 420         |
| Médaille de bronze | Gleb Pisarevskiy | Russie  | 415         |

- Classement (arraché + épaulé-jeté = total)

1. Dmitry Berestov (RUS) 195 (RO) + 230 = 425
2. Igor Razoronov (UKR) 190 + 230 = 420
3. Gleb Pisarevskiy (RUS) 190 + 225 = 415
4. Alexandru Bratan (MDA) 192,5 + 222,5 = 415
5. Ramunas Vysniauskas (LTU) 187,5 + 222,5 = 410
6. Alan Naniyev (AZE) 190 + 220 = 410
7. Matthias Steiner (AUT) 182,5 + 222,5 = 405
8. Alexander Urinov (UZB) 185 + 215 = 400
9. Mikhail Audzeyeu (BLR) 185 + 215 = 400
10. Mykola Hordiychuk (UKR) 185 + 210 = 395
11. Andre Rohde (GER) 177,5 + 217,5 = 395
12. Michel Batista (CUB) 182,5 + 212,5 = 395
13. Tomas Matykiewicz (CZE) 177,5 + 215 = 392,5
14. Sam Pera (COK) 135 + 170 = 305
15. Eleei Ilalio (ASA) 125 + 170 = 295

Akos Sandor (CAN) DNF
Martin Tesovic (SLK) DNF
Asaad Said Saif Asaad (QAT) 192,5 DNF
Mohsen Biranvand (IRI) DNF
Robert Dolega (POL) DNF
Ferenc Gyurkovics (HUN) DSQ
Zoltan Kovacs (HUN) DSQ
Dmitry Berestov bat le record olympique de l'arraché.

### Plus de 105 kg
Mercredi 25 août
| Médaille           | Nom                 | Pays     | Poids total |
| ------------------ | ------------------- | -------- | ----------- |
| Médaille d'or      | Hossein Reza Zadeh  | Iran     | 472,5       |
| Médaille d'argent  | Viktors Scerbatihs  | Lettonie | 455         |
| Médaille de bronze | Velitchko Tcholakov | Bulgarie | 447,5       |

- Classement (arraché + épaulé-jeté = total)

1. Hossein Reza Zadeh (IRI) 210 + 262,5 (RM) = 472,5
2. Viktors Scerbatihs (LAT) 205 + 250 = 455
3. Velitchko Tcholakov (BUL) 207,5 + 240 = 447,5
4. Gennadiy Krasilnikov (UKR) 200 + 240 = 440
5. Oleksiy Kolokoltsev (UKR) 195 + 242,5 = 437,5
6. Pawel Najdek (POL) 190 + 240 = 430
7. Shane Hamman (USA) 192,5 + 237,5 = 430
8. Yong Kwon An (KOR) 202,5 + 225 = 427,5
9. Igor Khalilov (UZB) 187,5 + 232,5 = 420
10. Grzegorz Kleszcz (POL) 190 + 225 = 415
11. Mohamed Masoud (EGY) 185 + 220 = 405
12. Takanobu Iwazaki (JPN) 170 + 215 = 385
13. Joel Bran (GUA) 160 + 210 = 370
14. Itte Detenamo (NRU) 155 + 192,5 = 347,5

Stian Grimseth (NOR) 185 DNF
Ronny Weller (GER) 195 DNF
Ashot Danielyan (ARM) DNF
Hossein Reza Zadeh bat le record du monde de l'épaulé-jeté.